# Buntsandstein

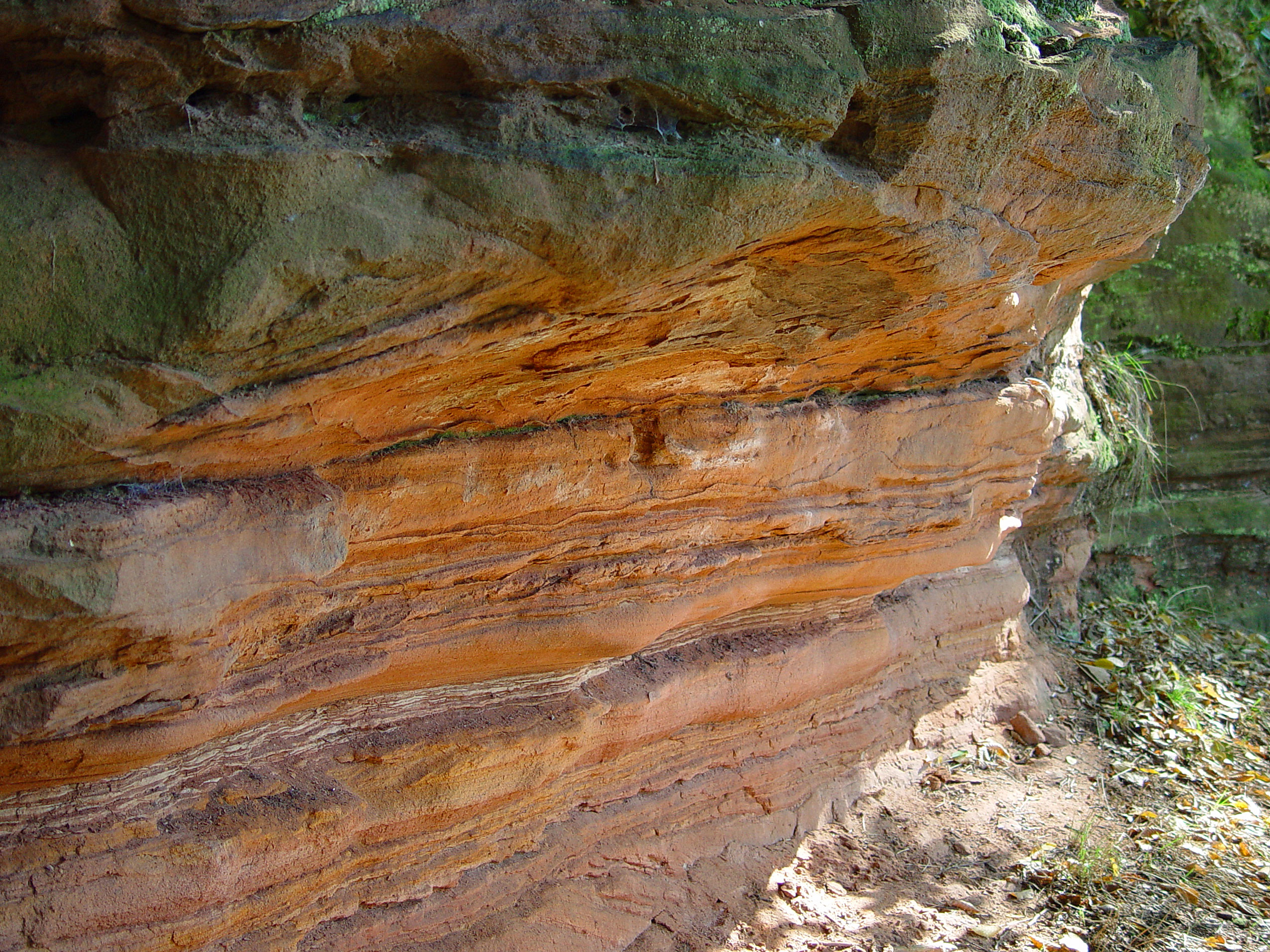
Aufschluss mit Sandsteinen des Mittleren Buntsandsteins in Stadtroda, Thüringen

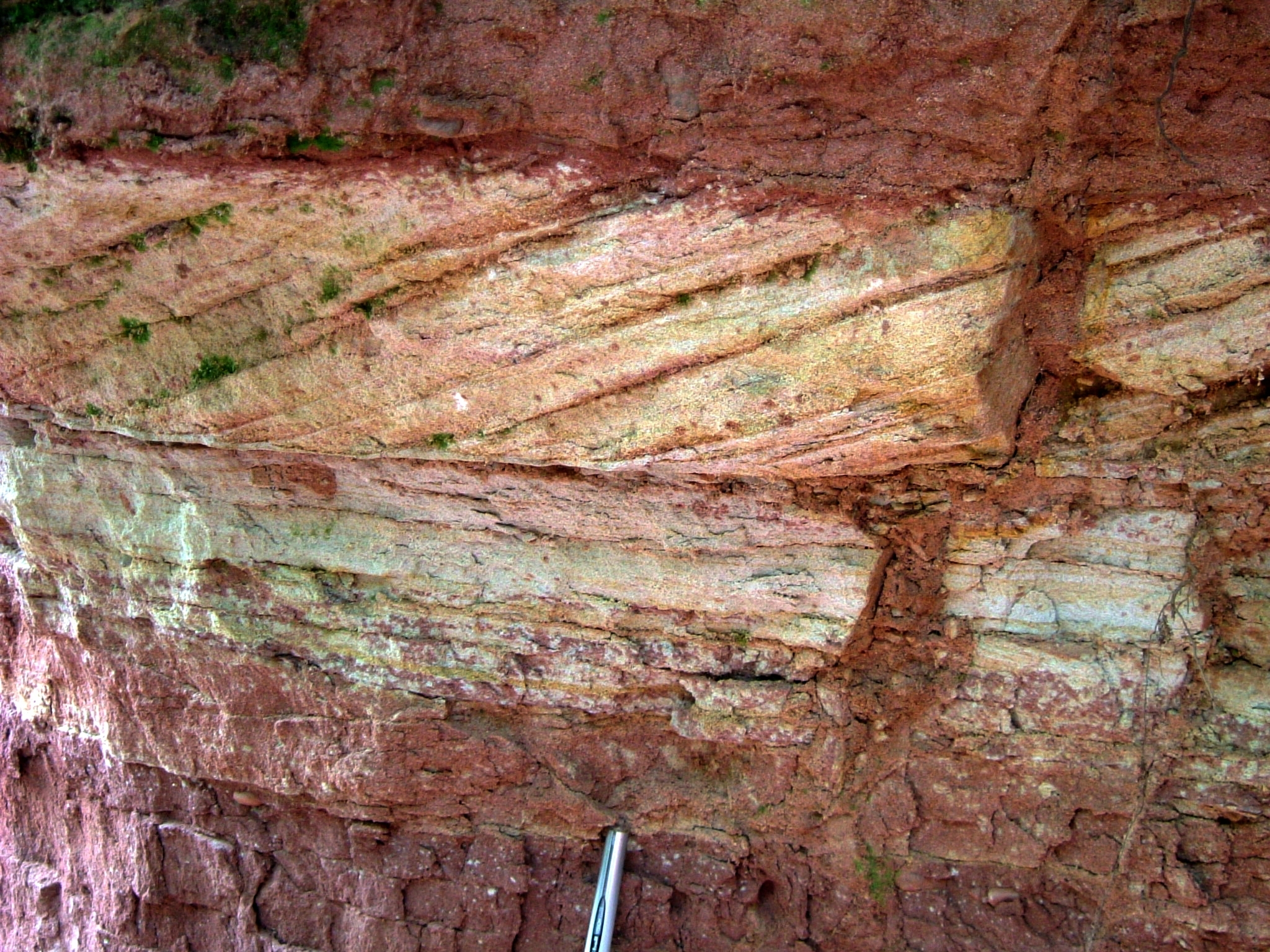
Schrägschichtung in Sandsteinschichten am Fuß des Teufelstisches bei Hinterweidenthal, Unterer Buntsandstein der Pfalz (Rehberg-Schichten).

Der Buntsandstein ist die untere der drei lithostratigraphischen Gruppen der Germanischen Trias. Er lagert der Zechstein-Gruppe auf und wird von der Muschelkalk-Gruppe überlagert.
Der Name „Buntsandstein“ bezeichnet keinen bestimmten Gesteinstyp, also keinen buntgefärbten Sandstein eines beliebigen Alters, sondern eine bis mehrere hundert Meter mächtige Gesteinsabfolge der Untertrias, die aus Sandsteinen, aber auch Silt- und Tonsteinen sowie bisweilen auch Kalksteinen und Gipsgestein aufgebaut ist. Früher wurde der Buntsandstein (sowie auch Muschelkalk und Keuper) zudem als Zeiteinheit oder Zeitintervall der Erdgeschichte aufgefasst und mit der Untertrias (bzw. Mittel- und Obertrias) gleichgesetzt. Die Buntsandsteinsedimentation beginnt jedoch nicht im gesamten Verbreitungsgebiet zur gleichen Zeit (Diachronie). Unter anderem deshalb ist „Buntsandstein“ als Intervall für die internationale geologische Zeitskala ungeeignet. Die heutige, durch Fossilien (d. h. biostratigraphisch) definierte Grenze von der Unter- zur Mitteltrias stimmt nicht mit der Buntsandstein/Muschelkalk-Grenze überein, sondern liegt etwas tiefer, noch innerhalb des jüngsten Abschnittes des Buntsandsteins. Somit ist „Buntsandstein“ heute nur noch als Bezeichnung für eine Gesteinsabfolge (d. h. für eine Einheit der Lithostratigraphie) frühtriassischen Alters aufzufassen.

## Geschichte
Der Begriff Buntsandstein (im Sinne von „bunter Sandstein“ im Gegensatz zum „roten Sandstein“ = Rotliegend) geht auf Abraham Gottlob Werner zurück, der ihn etwa ab 1780 in seinen Vorlesungen an der Bergakademie in Freiberg benutzte. 1834 bei der Etablierung des Systems der Trias durch Friedrich August von Alberti war der Begriff als „Bunter Sandstein“ bereits allgemein anerkannt. Seit den 1990er Jahren wird der Buntsandstein als Gruppe im Sinne der lithostratigraphischen Hierarchie betrachtet und in Formationen unterteilt, deren Grenzen und relative Lage zu anderen Formationen genau definiert sind. Alternativ unterteilt die Allostratigraphie den Buntsandstein in Folgen, deren Grenzen aber in diesem Falle auch mit den Formationen des Buntsandsteins übereinstimmen. Allostratigraphie und Lithostratigraphie sind etwas unterschiedliche Methoden zur Untergliederung von Gesteinseinheiten.

## Definition
Die Untergrenze des Buntsandsteins (und damit auch die Grenze der Germanische-Trias-Supergruppe) entspricht im Beckenzentrum der Basis der Calvörde-Folge. Im Spessart und Odenwald ist die Untergrenze des Buntsandsteins durch die Basis des Heigenbrücken-Sandsteins definiert, im Schwarzwald durch die Basis des sog. (Unteren) Eck’schen Konglomerates. Die Obergrenze des Buntsandsteins (und damit gleichzeitig die Untergrenze des Muschelkalks) ist die Basis des sog. Grenzgelbkalkes.
Chronostratigraphisch beginnt die Buntsandsteinsedimentation lokal bereits im jüngsten Changhsingium, d. h. noch vor dem Ende des Perms. Der Übergang der Buntsandstein- zur Muschelkalksedimentation fällt in das untere Anisium, d. h. in die frühe Mitteltrias. Nach der Stratigraphischen Tabelle von Deutschland 2002 entspricht dies dem Zeitraum zwischen 251 und 243 Millionen Jahren vor heute, d. h. einer Dauer von 8 Millionen Jahren.

## Ablagerungen
Die Gesteine des Buntsandsteins bestehen überwiegend aus kontinentalen Ablagerungen wie roten Konglomeraten, Sand- und Tonsteinen, da das Germanische Becken zu der Zeit die Abtragungsprodukte der Hochgebiete seiner Umgebung aufnahm, welche über Schwemmfächer und episodisch wasserführende Flüsse in Richtung Beckenzentrum transportiert wurden. Während an den Rändern der grobe Verwitterungsschutt abgelagert wurde, gelangte in die zentralen Bereiche vorwiegend feines Material. Typisch sind darüber hinaus in flachen Seen gebildete Rogensteine, durch Strömungen und Wellenbewegungen im Flachwasser gebildete Rippelmarken und während zeitweiliger Austrocknungen gebildete Trockenrisse.
Kennzeichnend für den oberen Buntsandstein ist in den norddeutschen Erdgasprovinzen das Rötsalinar mit mehreren Zehnern von Metern Mächtigkeit. Diese Evaporite zeugen von einem verbreiteten marinen Einfluss. Die Buntsandsteinabfolge in Mitteleuropa erstreckt sich von Frankreich (Vogesen) und Luxemburg (Gutland) im Westen bis nach Polen und Belarus im Osten, sowie vom Süden der Schweiz bis nach Skandinavien im Norden. Im Südwestdeutschen Schichtstufenland tritt der Buntsandstein an der Ostflanke des Schwarzwaldes und im östlichen Odenwald zutage. Im Beckenzentrum in Südniedersachsen und Nordhessen werden Mächtigkeiten bis zu über 1000 m erreicht.

## Gliederung
Dem Buntsandstein wird in der Hierarchie der Lithostratigraphie der Rang einer Gruppe innerhalb der Supergruppe der Germanischen Trias gegeben. Die Buntsandstein-Gruppe wird in drei Untergruppen gegliedert (Unterer, Mittlerer und Oberer Buntsandstein), die sich wiederum aus allostratigraphischen Folgen oder lithostratigraphischen Formationen aufbauen.
- Oberer Buntsandstein (mit der Röt-Formation)
- Mittlerer Buntsandstein, mit der Volpriehausen-Formation, der Detfurth-Formation, Hardegsen-Formation und der Solling-Formation

- Unterer Buntsandstein, mit der Calvörde-Formation und der Bernburg-Formation

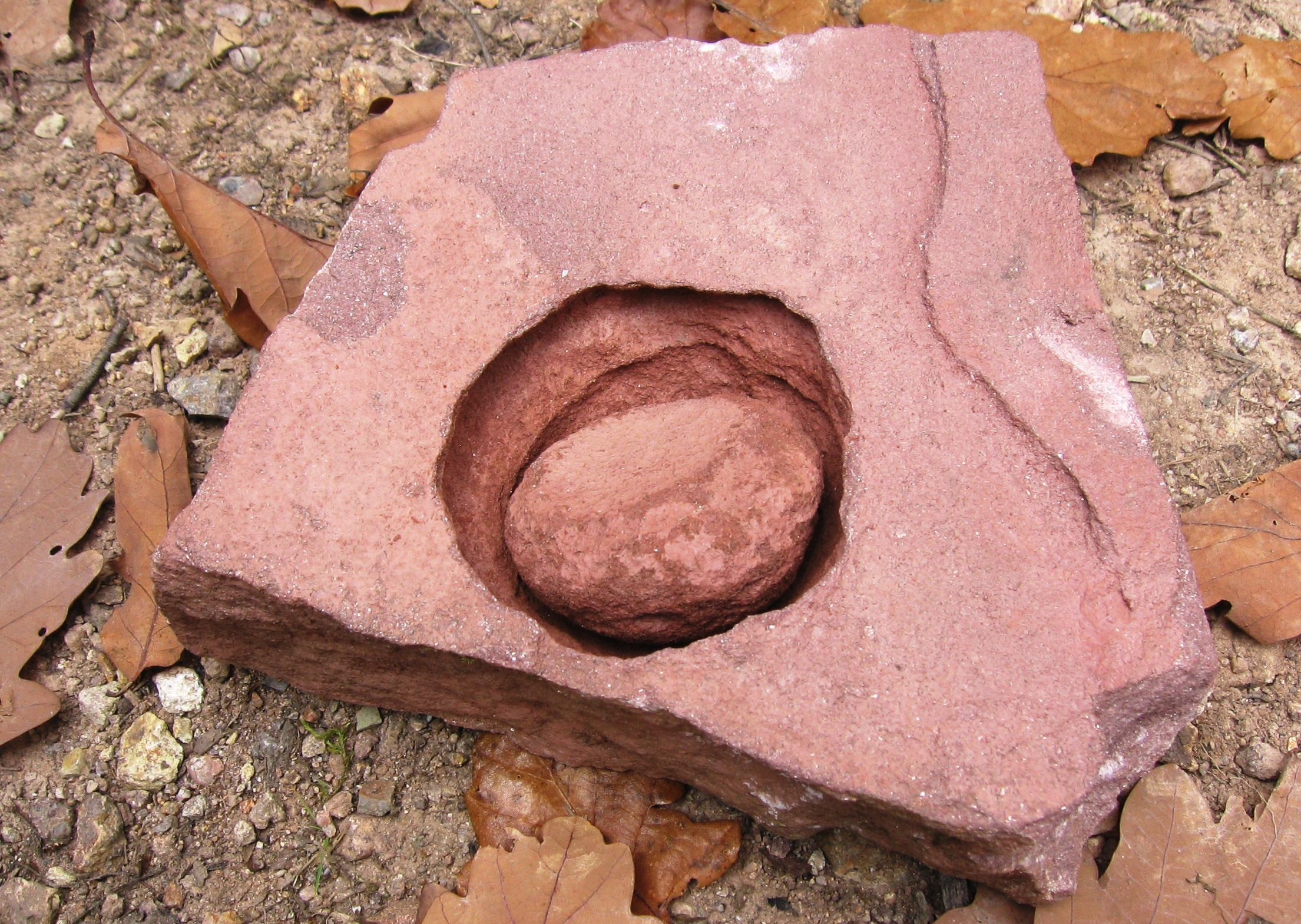
Kugelsandstein aus der Formation des Unteren Buntsandsteins

Die Ausbildung der Schichten des Buntsandsteins ist jedoch nicht im gesamten Verbreitungsgebiet gleich, sondern variiert regional. So werden im Unteren Buntsandstein des Pfälzerwaldes statt der Calvörde- und Bernburg-Formation die Trifels-, Rehberg- und Schlossberg-Schichten ausgeschieden. Ähnliches gilt z. B. auch für die Untergliederung der Solling-Formation in ihrem Verbreitungsgebiet (siehe Wesersandstein).
Im Elsass wird der Buntsandstein wie folgt gegliedert:
- Voltziensandstein (reich an Fossilien) bestehend aus
  - Grès argileux, im Übergang zum Muschelkalk
  - Grès à meule
- Saint-Odile-Konglomerat („Hauptkonglomerat“)
- Vogesensandstein (arm an Fossilien)

Der Vogesensandstein wird mit dem Mittleren Buntsandstein östlich des Rheins korreliert. Äquivalente des Unteren Buntsandsteins gibt es in Nordostfrankreich nicht.

## Wirtschaftliche Bedeutung
Die Gesteine des Buntsandsteins, insbesondere die aus der Schicht des Mittleren Buntsandsteins, wurden aufgrund ihrer günstigen Eigenschaften (z. B. leichte Spaltbarkeit) häufig als Baumaterial für Bauwerke verwendet (z. B. Kirchen, Burgen, Brücken). Das Freiburger und Straßburger Münster, der Kaiserdom zu Frankfurt/Main, das Heidelberger Schloss, die Kirche des Klosters Alpirsbach, das Basler Münster und das Schloss Johannisburg in Aschaffenburg sind unter Inanspruchnahme von Gesteinen dieser lithostratigraphischen Gruppe errichtet worden.

## Früherer Bergbau
In einigen Lagen des Buntsandsteins sind in geringem Maße Kupfererze eingeschaltet. Auf Helgoland beispielsweise wurden diese sehr kleinen Brocken am Strand gesammelt und verhüttet.

## Schutzgebiete in Buntsandsteingebieten

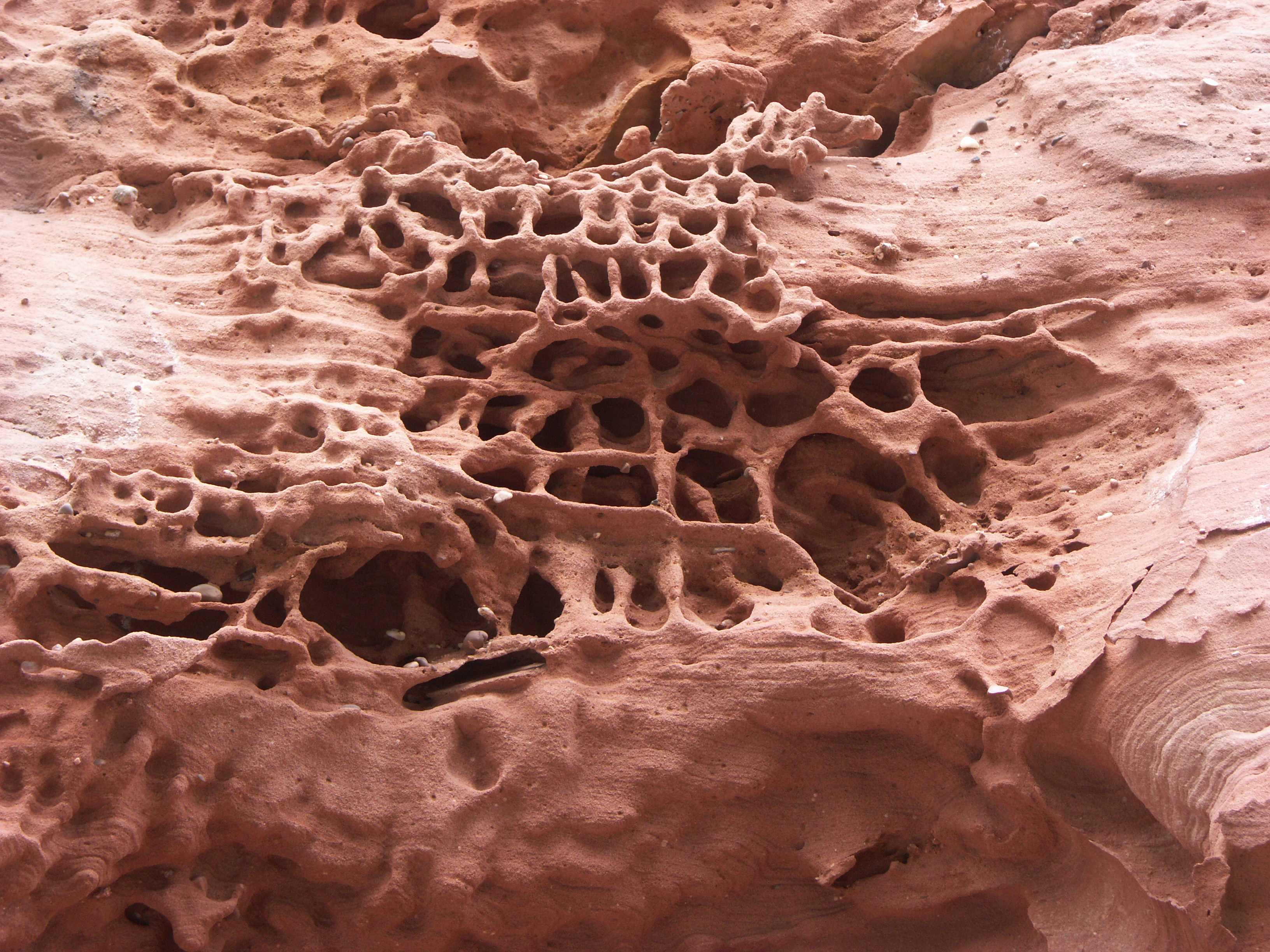
Eine relativ typische Verwitterungserscheinung bei Sandsteinen, die Alveolarverwitterung (Tafoni), tritt an den Wänden der „Buntsandsteinfelsen“ der Pfalz besonders ausgeprägt auf.

Größere Gebiete mit Buntsandstein wurden als Naturschutzgebiete ausgewiesen. Kleinere Felsen wies man als Naturdenkmal, insbesondere wenn diese spektakuläre Verwitterungsformen, aus. Beispiel sind das Wahrzeichen des Pfälzerwaldes, der Teufelstisch bei Hinterweidenthal. In der Pfalz findet man nahe Eppenbrunn den sogenannten Altschlossfelsen. Das Massiv ist mit einer Länge von rund 1,5 km und einer Höhe von bis zu 25 m das wohl größte Buntsandsteinmassiv in der Pfalz. Auch die 47 Meter hohe „Lange Anna“, das bekannteste Wahrzeichen der Insel Helgoland, wurde 1969 zum Naturdenkmal ernannt.
Weitere „Buntsandsteinfelsen“, die als Naturdenkmal ausgewiesen sind, sind zum Beispiel
- der Stiefelfelsen bei Rentrisch, einem Stadtteil von St. Ingbert (Saarland)
- die Heidenstuben in Ehrang, einem Stadtteil von Trier (Rheinland-Pfalz).
- der Riesenstein bei Heidelberg.

Einige dieser Naturdenkmale dienten vermutlich schon in der Jungsteinzeit kultischen Zwecken. Viele Naturdenkmale und Naturschutzgebiete sind aus als FFH-Gebiet und/oder als Europäisches Vogelschutzgebiet ausgewiesen.